# Světův dvůr
Světův dvůr (Helmův dvůr, U Helmů) je zaniklá usedlost v Praze 8-Libni v ulici Zenklova s původním č.p. 37.

## Historie
Barokní statek, který původně patřil statkáři Pavlu Helmovi, byl přestavěn na konci 18. století. Po roce 1830 jej spolu s nedalekou Kotlaskou koupil podnikatel Antonín Gottlas. Po něm usedlost získal poslední libeňský rychtář, statkář a starosta Libně Jan Svět, po kterém získala jméno.
Roku 1930 byl dvůr zbořen a na jeho místě vystavěn obchodní dům nazvaný Palác Svět.